# Ню Йорк, Ню Йорк
„Ню Йорк, Ню Йорк“ (на английски: New York, New York) е американски филм мюзикъл от 1977 година на режисьора Мартин Скорсезе, с участието на Робърт де Ниро и Лайза Минели в ролята на джаз музиканти и съпрузи.
Филмът е създаден след успешния „Шофьор на такси“ като музикален поздрав на Скорсезе към родния му град Ню Йорк. Филмът не се радва на комерсиален успех и хладното му посрещане довежда режисьора до депресия.
Основната песен от филма „Ню Йорк, Ню Йорк“ сама по себе си бележи успех, особено след като Франк Синатра я записва през 1980 година. Песента се превръща в един от символите на град Ню Йорк.

## В ролите
| Изпълнител     | Роля     |
| -------------- | -------- |
| Робърт Де Ниро | Джими    |
| Лайза Минели   | Франсина |